# پپسی‌من (بازی ویدئویی)
پپسی‌من (انگلیسی: Pepsiman) یک بازی ویدئویی اکشن است که توسط کی‌آی‌دی ساخته و در تاریخ ۴ مارس ۱۹۹۹ برای پلت‌فرم پلی‌استیشن در ژاپن منتشر شد و بر اساس شخصیت ابرقهرمان ژاپنی پپسی من، که نماد تبلیغاتی نوشیدنی گازدار پپسی در ژاپن بود، طراحی شده است. در این بازی، بازیکن باید با دویدن، پریدن و تغییر مسیر از موانع عبور کند، در حالی که شخصیت پپسی‌من به صورت خودکار به سمت جلو در طول مراحل مختلف حرکت می‌کند.  
این بازی با بودجه‌ای محدود ساخته شد که منجر به تصمیم ساخت ویدئوهای میان‌مرحله‌ای شد که مردی را در حال نوشیدن پپسی نشان می‌دادند، زیرا تولید این ویدئوها هزینه کمی داشت. بازی همچنین شامل سکانس‌های دوبعدی بود که کوتارو اوچیکوشی، نویسندهٔ آیندهٔ رمان‌های بصری، مدل‌های دوبعدی آن را طراحی کرد. اگرچه یک ناشر آمریکایی برای انتشار بازی در ایالات متحده ابراز تمایل کرد، اما این بازی درنهایت به‌عنوان عنوانی انحصاری برای ژاپن باقی ماند.
منتقدان اغلب پپسی‌من را با بازی‌های دیگری از جمله کرش بندیکوت مقایسه کرده و دربارهٔ سادگی آن و قیمت پایینش اظهارنظر می‌کردند. یکی از نویسندگان مجلهٔ کامپلکس این بازی را در فهرست بازی‌های برندمحوری قرار داد که «بد نبودند» و اشاره کرد که پپسی‌من تا زمانی که بازیکن بتواند حجم زیاد تبلیغات درون آن را تحمل کند، بازی بدی محسوب نمی‌شود. به گفته اوچیکوشی، این بازی در زمان انتشار فروش خوبی نداشت، اما پس از بیش از یک دهه به دلیل پیش‌فرض مضحک آن و شخصیت پپسی‌من به یک اثر کالت کلاسیک تبدیل شد. این بازی همچنین به عنوان پیش‌درآمدی بر بازی‌های دونده‌ای بعدی مانند تمپل ران و  موج‌سواران مترو مورد تحسین قرار گرفته است.

## گیم‌پلی
پپسی‌من یک بازی اکشن است که از چهار مرحله تشکیل شده که هر کدام به بخش‌های کوچکتری تقسیم می‌شوند. در هر مرحله این ابرقهرمان فردی که نیاز به نوشیدنی دارد، مثل مردی نظامی در وسط بیابان را با یک قوطی پپسی نجات می‌دهد. تمامی مرحله‌ها بر اساس مکان‌های واقعی مانند سان فرانسیسکو و متروی توکیو ساخته شده‌اند. این بازی سوم شخص است و پپسی‌من به طور خودبه‌خود می‌دود و گاهی وارد منازل مردم می‌شود. بازیکن باید از موانعی مانند ماشین، جرثقیل و مردم و نیز موانعی با برند پپسی مثل یک کامیون پپسی جاخالی دهد. بازیکن با گرفتن قوطی پپسی امتیاز می‌گیرد.
در بیشتر مراحل، پپسی من باید از بخشی از آن جان سالم به در ببرد که با ترفندهای دشواری همراه است، مانند گیر افتادن در یک بشکه فولادی که کنترل‌های او را معکوس می‌کند، یا سوار شدن بر اسکیت‌ بورد که مستلزم آن است که به هر قیمتی از موانع اجتناب کند. در طول هر مرحله تعدادی نقطه بازرسی وجود دارد؛ اگر پپسیمن بارها به موانع برخورد کند، از آخرین نقطه بازرسی که به آن رسیده است، دوباره ظاهر می‌شود. هر مرحله با تعقیب پپسی من توسط یک شی. مانند یک قوطی غول‌پیکر پپسی، به پایان می‌رسد. در بین مراحل، به بازیکن میان پرده هایی از یک مرد آمریکایی (با بازی مایک باترز) نشان داده می‌شود که در حالی که پپسی من را تماشا می‌کند، پپسی می‌نوشد و چیپس و پیتزا می‌خورد. 

## پیش زمینه و توسعه بازی
بازی Pepsiman بر اساس شخصیت تبلیغاتی پپسی با همین نام ساخته شده است که برای شعبه ژاپنی این برند ایجاد شد. داستان تخیلی این شخصیت بیان می‌کند که او یک دانشمند بوده که پس از تماس با «پپسی مقدس» به یک ابرقهرمان تبدیل شده است. این شخصیت در تبلیغات پپسی ژاپن و همچنین در نسخه ژاپنی بازی Fighting Vipers حضور داشت و در ژاپن محبوبیت زیادی کسب کرد، تا جایی که شخصیت‌های مرتبط دیگری مانند Lemon Pepsiman و Pepsiwoman نیز از آن مشتق شدند. شرکت پپسی تصمیم گرفت این شخصیت را از طریق یک بازی ویدیویی تبلیغ کند.
این بازی توسط توسعه‌دهنده ژاپنی KID ساخته شد. با بودجه محدودی که در اختیار داشتند، تصمیم گرفتند صحنه‌های ویدیویی کم‌هزینه‌ای از مایک باترز (بازیگر) در حال نوشیدن پپسی بسازند. بازی همچنین از صحنه‌های سه‌بعدی استفاده می‌کند که توسط کوتارو اوچیکوشی مدل‌سازی شده بود. این اولین کار اوچیکوشی بود که بعدها به عنوان نویسنده سناریو برای رمان‌های بصری در KID فعالیت کرد. او در اصل برای کار روی اقتباس‌های بازی‌های رومیزی استخدام شده بود، اما در نهایت به تیم توسعه Pepsiman پیوست که در سال ۱۹۹۸ در حال ساخت بود.
این بازی در ۴ مارس ۱۹۹۹ توسط KID برای پلی‌استیشن در ژاپن منتشر شد. در حالی که یک ناشر آمریکایی در حال بررسی برای کسب حقوق انتشار بازی در ایالات متحده بود، این بازی به صورت انحصاری در ژاپن باقی ماند. با وجود این، تمامی محتوای بازی به زبان انگلیسی است (البته با زیرنویس ژاپنی برای دیالوگ‌ها). به گفته اوچیکوشی، این بازی فروش خوبی نداشت.
در سال ۲۰۱۹، این بازی در یکی از قسمت‌های سریال کمدی آنلاین Angry Video Game Nerd اثر جیمز رولف حضور داشت که در آن باترز نقش خود از صحنه‌های بازی را تکرار کرد. موسیقی متن بازی در سال ۲۰۲۰ توسط لیبل اروپایی Chipped Records به صورت وینیل منتشر شد.